# Chlistov

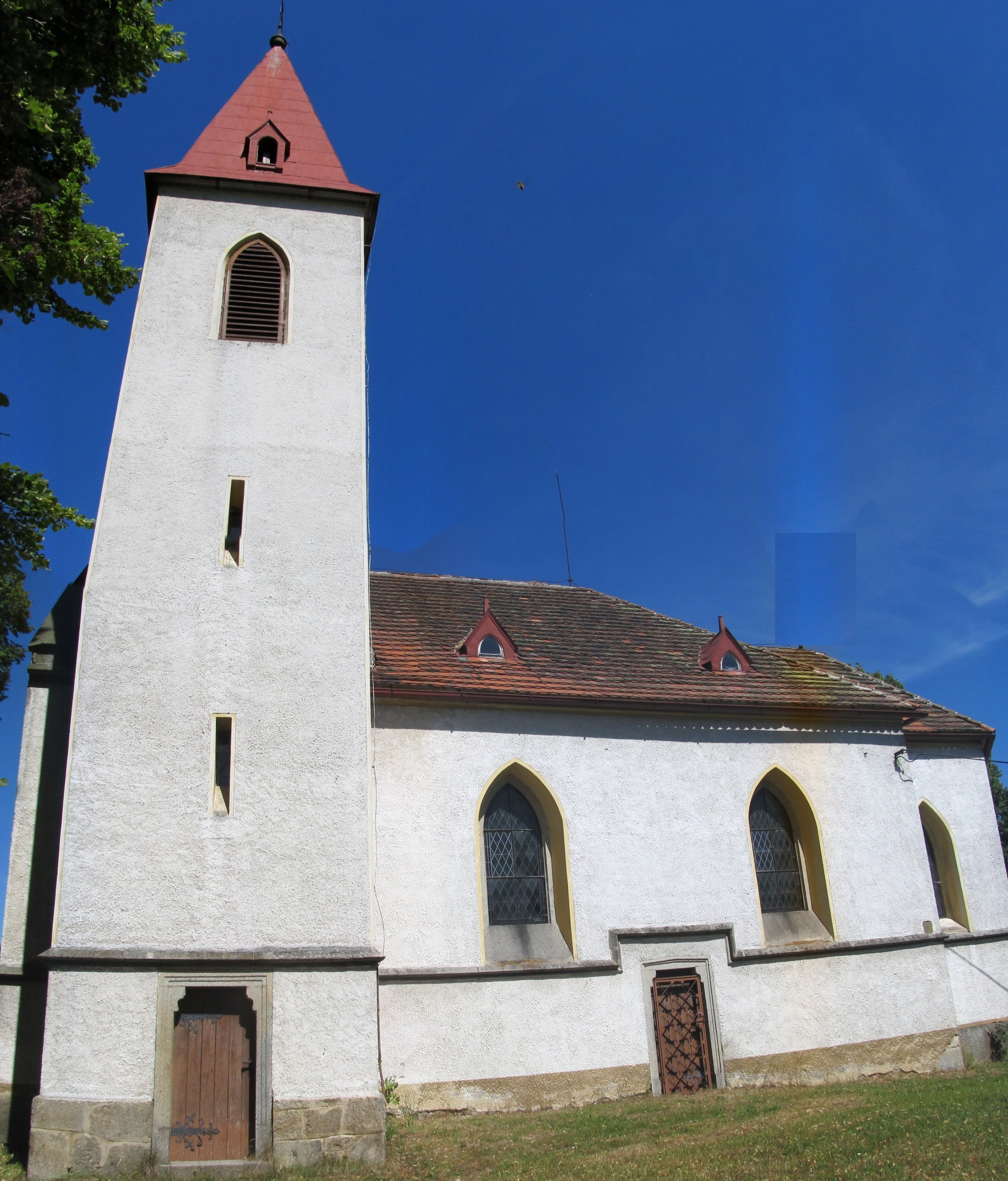
Kreuzerhöhungskirche

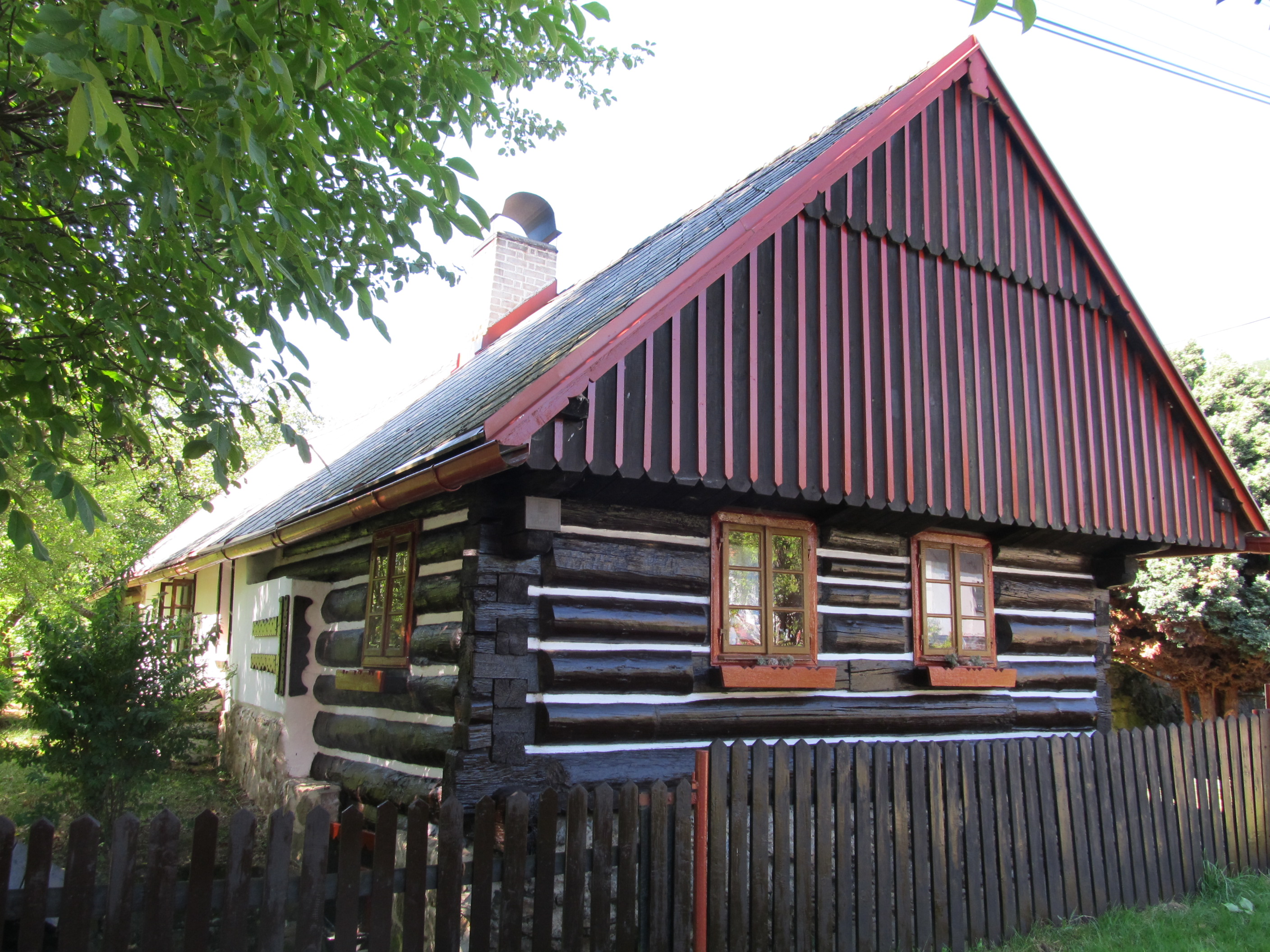
Chaluppe Nr. 37

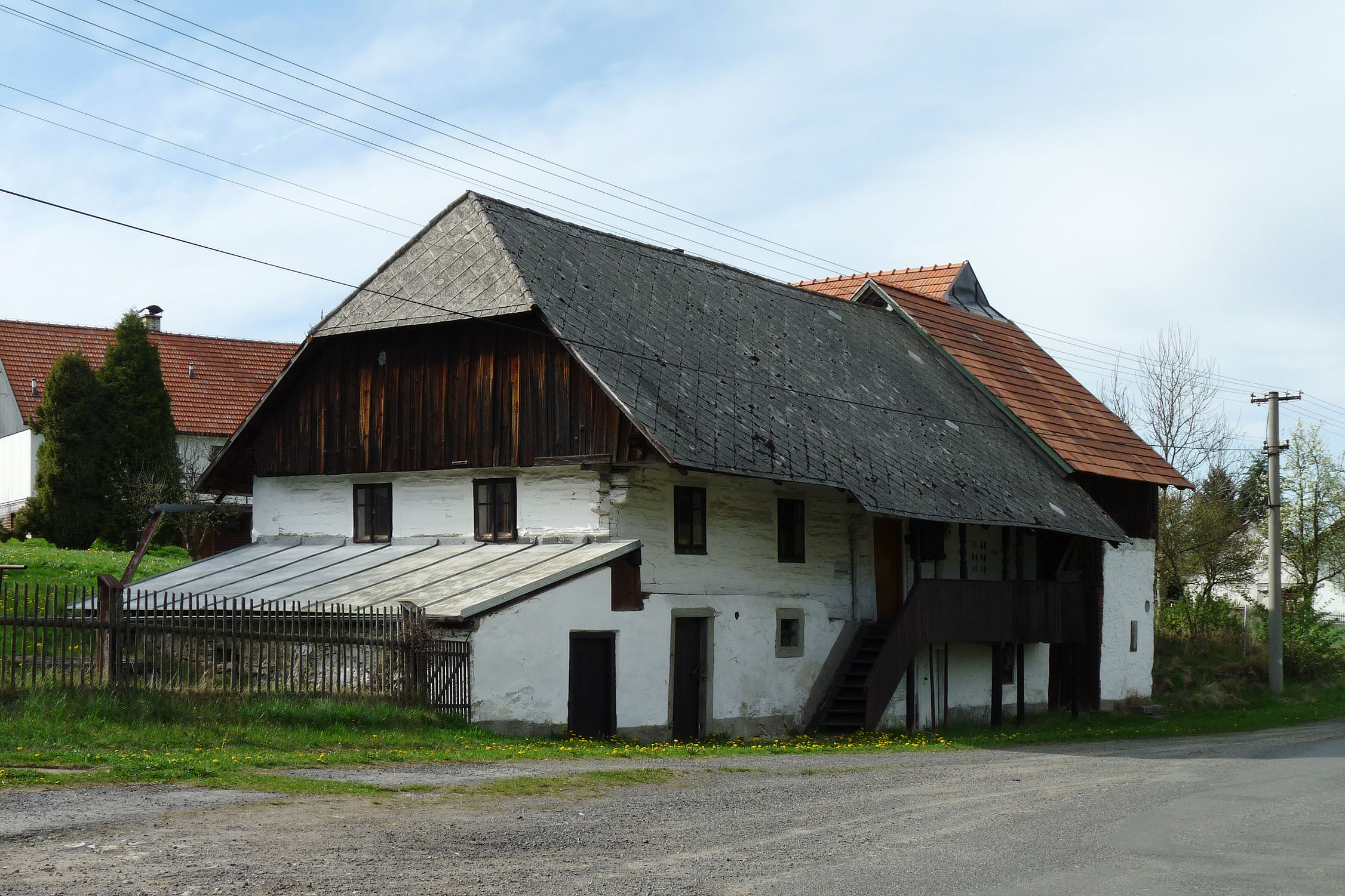
Ehemaliges jüdisches Kaufmannshaus Nr. 38

Chlistov, bis 1999 Chlístov (deutsch Chlistau, 1939–45 Klistau) ist eine Gemeinde in Tschechien. Sie liegt zehn Kilometer südöstlich von Klatovy und gehört zum Okres Klatovy.

## Geographie
Chlistov befindet sich im Tal des Baches Mochtínský potok in der Strážovská vrchovina (Drosauer Bergland). Nordöstlich erheben sich die Kovářská (706 m) und die Na Skále (716 m), im Osten die Hora (646 m), südöstlich der Háj (637 m), im Süden der Vrchy (631 m), der Bukoveček (604 m) und die Hůrka (632 m) sowie westlich die Boudovka (729 m). Das Dorf wird von ausgedehnten Waldgebieten umgeben.
Nachbarorte sind Srbice, U Pily, Mochtín, Těšetiny und Lhůta im Norden, Hradiště im Nordosten, Boříkovy und Bernartice im Osten, U Pavlů, Sluhov, Jindřichovice und Střítež im Südosten, Na Žďárovně, Malonice, Javoří und Tržek im Süden, Úloh, Běšiny, Machov und Kozí im Südwesten, Hubenov, Kněžice, Zavadilka, Kašpárkovna und Radinovy im Westen sowie Černé Krávy, Dubový Mlýn, Střeziměř und Dobrá Voda im Nordwesten.

## Geschichte
Chlistov wurde wahrscheinlich um 1150 im Zuge der Besiedlung der Gebiete am Rande des Künischen Gebirges angelegt. Erstmals erwähnt wurden das Dorf und die Pfarrkirche im Jahre 1360. Der Ort war zwischen mehreren Herrschaften aufgeteilt. Seit 1785 ist in Chlistov eine Pfarrschule nachgewiesen. In den Jahren 1814 bis 1816 entstand ein neues Schulhaus. Seit dem Anfang des 19. Jahrhunderts ist die Existenz von Juden in Chlistov belegbar. 1834 errichtete die jüdische Gemeinde im nordwestlichen Teil des Dorfes eine Synagoge.
Nach der Aufhebung der Patrimonialherrschaften bildete Chlístov/Chlistau ab 1850 mit dem Ortsteil Střítež eine Gemeinde im Gerichtsbezirk Klattau. Ab 1868 gehörte das Dorf zum Bezirk Klattau. Im Jahre 1869 wurde auf einer Kuppe im Wald nördlich von Chlístov ein jüdischer Friedhof angelegt. Nach dem Ersten Weltkrieg verkleinerte sich die jüdische Gemeinde immer mehr und die Synagoge wurde kaum noch genutzt. Das Schulhaus wurde 1903 umgebaut und erweitert. Střítež löste sich 1929 los und bildete eine eigene Gemeinde. Im Jahre 1949 erfolgte der Anschluss an das Elektrizitätsnetz, nachdem die Gemeindevertretung dies bereits 1925 beschlossen hatte. Der Linienbusverkehr nach Klatovy wurde 1951 aufgenommen. Die verfallene Synagoge wurde 1966 abgerissen. Im Jahre 1976 wurde Střeziměř eingemeindet. Zwei Jahre später wurde die Schule geschlossen. Am 1. Juli 1985 verlor Chlístov seine Eigenständigkeit und wurde als Ortsteil an Klatovy angeschlossen. Seit dem 24. November 1990 besteht die Gemeinde Chlístov wieder. Am 1. November 1999 wurde der Gemeindename in Chlistov abgeändert.

## Gemeindegliederung
Für die Gemeinde Chlistov sind keine Ortsteile ausgewiesen. Zu Chlistov gehört die Einschicht Na Žďárovně.

## Sehenswürdigkeiten
- Kirche der hl. Kreuzerhöhung, sie entstand im 14. Jahrhundert. Ihre heutige Gestalt erhielt sie beim Umbau von 1898 bis 1899.
- Jüdischer Friedhof, nördlich des Dorfes im Wald, er wurde 1869 angelegt, das letzte Begräbnis war 1923.
- mehrere Häuser in Volksbauweise
- ehemaliges jüdisches Kaufmannshaus Nr. 38